# Campsicnemus vanduzeei
Campsicnemus vanduzeei är en tvåvingeart som beskrevs av Charles Howard Curran 1933. Campsicnemus vanduzeei ingår i släktet Campsicnemus och familjen styltflugor. Inga underarter finns listade i Catalogue of Life.